# Феєр (Франція)
Феє́р (фр. Feuillères) — муніципалітет у Франції, у регіоні О-де-Франс, департамент Сомма. Населення — 154 особи (01.01.2021).
Муніципалітет розташований на відстані близько 130 км на північ від Парижа, 40 км на схід від Ам'єна.

## Демографія
Динаміка населення (INSEE ):

## Економіка
2010 року серед 88 осіб працездатного віку (15—64 років) 73 були активними, 15 — неактивними (показник активності 83,0%, у 1999 році було 68,1%). З 73 активних мешканців працювало 69 осіб (35 чоловіків та 34 жінки), безробітними було 4 (1 чоловік та 3 жінки). Серед 15 неактивних 0 осіб було учнями чи студентами, 12 — пенсіонерами, 3 були неактивними з інших причин.

У 2010 році в муніципалітеті числилось 58 оподаткованих домогосподарств, у яких проживали 145,0 особи, медіана доходів виносила 17 951 євро на одного особоспоживача